# NGC 5201
NGC 5201 est une vaste galaxie spirale relativement éloignée et située dans la constellation de la Grande Ourse. Sa vitesse par rapport au fond diffus cosmologique est de 8 866 ± 11 km/s, ce qui correspond à une distance de Hubble de 130,8 ± 9,2 Mpc (∼427 millions d'al). NGC 5201 a été découverte par l'astronome germano-britannique William Herschel en 1787.
NGC 5201 présente une large raie HI. Selon la base de données Simbad, NGC 5201 est une galaxie LINER, c'est-à-dire une galaxie dont le noyau présente un spectre d'émission caractérisé par de larges raies d'atomes faiblement ionisés.
À ce jour, quatre mesures non basées sur le décalage vers le rouge (redshift) donnent une distance de 109,325 ± 14,691 Mpc (∼357 millions d'al), ce qui est à l'intérieur des valeurs de la distance de Hubble. Notons cependant que c'est avec la valeur moyenne des mesures indépendantes, lorsqu'elles existent, que la base de données NASA/IPAC calcule le diamètre d'une galaxie et qu'en conséquence le diamètre de NGC 5201 pourrait être d'environ 68,5 kpc (∼223 000 al) si on utilisait la distance de Hubble pour le calculer.